# جوزف رید اندرسن
جوزف رید اندرسن (انگلیسی: Joseph R. Anderson; ۱۶ فوریهٔ ۱۸۱۳ – ۷ سپتامبر ۱۸۹۲) فرد نظامی اهل ایالات متحده آمریکا بود.